# Campephilus robustus
Campephilus robustus là một loài chim trong họ Picidae.